# The Mad Lads
The Mad Lads war eine amerikanische Soul-Gesangsgruppe aus Memphis, Tennessee, die 1963 gegründet wurde. Der größte Hit ist I Want Someone (1966).

## Bandgeschichte
John Gary Williams, Julius E. Green, William Brown und Robert Phillips gründeten die Band 1963 zunächst als The Emeralds, änderten den Namen jedoch, da bereits eine andere Formation so hieß, in The Mad Lads. Die Mitglieder gingen noch zur Highschool, als sie Ende 1964 ihren ersten Plattenvertrag bei Stax Records unterschrieben. Als eine der wenigen Gesangsgruppen des Stax-Labels in den 1960er Jahren bot die Band Doo-Wop-beeinflusste Harmonien, die man für gewöhnlich eher mit dem Philadelphia Soul in Verbindung bringt, als mit Memphis, der Heimat der Formation. Mitte des Jahrzehnts stiegen drei Singles der Gruppe in die Top 20 der Billboard R&B-Charts: Don’t Have to Shop Around (Platz 11),  Want Someone (Platz 10) und I Want a Girl (Platz 16).
Der Tenor John Gary Williams und sein Kollege William Brown wurden 1966 zum Militär eingezogen, was zu einer Unterbrechung der Bandkarriere führte. Als die beiden Musiker aus der Armee verabschiedet wurde, erfuhren sie, dass die übrigen Mitglieder, Julius Green und Robert Philips, Brown nicht mehr in der Band haben wollen. Stax-Miteigentümer Jim Stewart zwang sie allerdings, ihn wieder aufzunehmen. Daraufhin änderte die Gruppe ihren Sound und kehrte 1968 mit Whatever Hurts You (Platz 31) und So Nice (Platz 35) in die R&B-Charts zurück. Den letzten Charterfolg hatten die Mad Lads 1969 mit By the Time I Get to Phoenix (Platz 28).
Nach Veröffentlichung des Albums A New Beginning im Jahr 1973 trennte sich die Gruppe. 16 Jahre später reaktivierte John Gary Williams die Band, so dass 1990 ein neues Album erschien, Madder Than Ever. Allerdings hatte Williams mit Richard Williams, Freddie Durham und William Rogan komplett neue Mitglieder engagiert. Weitere 21 Jahre danach folgte das Album Love Songs for Lovers.

## Besetzung
Gründungsmitglieder
- John Gary Williams († 2019) – Gesang, Songwriting
- Julius Eichenfeldt Green (* 30. Oktober 1947 in Memphis, Tennessee; † 14. Januar 2013 in Amsterdam, Holland) – Gesang
- Robert Phillips – Gesang
- William C. Brown III (* 1945 in Memphis, Tennessee; † 24. Juli 2015 ebenda) – Gesang, Songwriting

Spätere Mitglieder
- Quincy Billops
- Richard Williams
- Freddie Durham
- William Rogan

## Diskografie

### Alben
| Jahr | Titel Musiklabel                           | Höchstplatzierung, Gesamtwochen, AuszeichnungChartplatzierungen (Jahr, Titel, Musiklabel, Platzierungen, Wochen, Auszeichnungen, Anmerkungen) | Höchstplatzierung, Gesamtwochen, AuszeichnungChartplatzierungen (Jahr, Titel, Musiklabel, Platzierungen, Wochen, Auszeichnungen, Anmerkungen) | Anmerkungen                                                |
| Jahr | Titel Musiklabel                           | US | R&B | Anmerkungen                                                |
| ---- | ------------------------------------------ | --- | --- | ---------------------------------------------------------- |
| 1966 | The Mad Lads in Action Volt 414            | — | R&B17 (5 Wo.)R&B | Erstveröffentlichung: Juli 1966 Supervisor: Jim Stewart    |
| 1969 | The Mad, Mad, Mad, Mad, Mad Lads Volt 6005 | US180 (2 Wo.)US | R&B46 (5 Wo.)R&B | Erstveröffentlichung: Juni 1969 Produzent: Al Jackson, Jr. |

Weitere Alben
- 1973: A New Beginning (Volt 6020)
- 1987: Music for Lovers Only (The World Famous Mad Lads; Express 1287)
- 1990: Madder Than Ever (Volt 3406)
- 2011: Love Songs for Lovers (LocoBop L2I-096)

### Kompilationen
- 1984: The Best of the Mad Lads (Stax 8525)
- 1986: Greatest Hits (Collectables 5030; VÖ: 18. April)
- 1995: Don’t Have to Shop Around (Stax; VÖ: 2. August)
- 1997: The Stax Sessions: Their Complete Early Volt Recordings (Volt 112)

### Singles
| Jahr | Titel Album                                                   | Höchstplatzierung, Gesamtwochen, AuszeichnungChartplatzierungen (Jahr, Titel, Album, Platzierungen, Wochen, Auszeichnungen, Anmerkungen) | Höchstplatzierung, Gesamtwochen, AuszeichnungChartplatzierungen (Jahr, Titel, Album, Platzierungen, Wochen, Auszeichnungen, Anmerkungen) | Anmerkungen |
| Jahr | Titel Album                                                   | US | R&B | Anmerkungen |
| ---- | ------------------------------------------------------------- | --- | --- | --- |
| 1965 | Don’t Have to Shop Around The Mad Lads in Action              | US93 (5 Wo.)US | R&B11 (11 Wo.)R&B | Erstveröffentlichung: 12. Juli 1965 Autoren: Allen A. Jones, Andrew Love, Richard Shann                                   |
| 1966 | I Want Someone The Mad Lads in Action                         | US74 (6 Wo.)US | R&B10 (13 Wo.)R&B | Erstveröffentlichung: 14. Januar 1966 Autoren: Charles Axton, Deanie Parker                                               |
| 1966 | I Want a Girl                                                 | — | R&B16 (7 Wo.)R&B | Erstveröffentlichung: 16. Juni 1966 Autoren: John Gary Williams, Julius Green, Robert Earl Phillips, William C. Brown III |
| 1966 | Patch My Heart                                                | — | R&B41 (2 Wo.)R&B | Erstveröffentlichung: 19. September 1966 Autoren: Isaac Hayes, Steve Cropper                                              |
| 1968 | Whatever Hurts You                                            | — | R&B31 (7 Wo.)R&B | Erstveröffentlichung: 8. April 1968 Autor: Allen A. Jones                                                                 |
| 1968 | So Nice The Mad, Mad, Mad, Mad, Mad Lads                      | — | R&B35 (4 Wo.)R&B | Erstveröffentlichung: August 1968 Autoren: Bettye Crutcher, Marvell Thomas                                                |
| 1969 | By the Time I Get to Phoenix The Mad, Mad, Mad, Mad, Mad Lads | US84 (2 Wo.)US | R&B28 (7 Wo.)R&B | Erstveröffentlichung: Juni 1969 Autor: Jimmy Webb                                                                         |

Weitere Singles
- 1964: The Sidewalk Surf (VÖ: November)
- 1966: Sugar Sugar (VÖ: 27. April)
- 1967: I Don’t Want to Lose Your Love (VÖ: 16. Januar)
- 1967: My Inspiration (VÖ: 12. Juni)
- 1969: Love Is Here Today and Gone Tomorrow
- 1970: Seeing Is Believin’ (VÖ: Juni)
- 1971: Gone! The Promises of Yesterday (VÖ: November)
- 1972: Let Me Repair Your Heart (VÖ: März)
- 1973: I’m So Glad I Fell in Love with You (VÖ: August)
- 1985: You Blew It (The World Famous Mad Lads und The Crossfire Band)
- 1986: The First Time Ever I Saw Your Face (The World Famous Mad Lads und The Jest „Us“ Band)
- 2012: Gone! The Promises of Yesterday (VÖ: 21. April)